# Parietaria
Parietaria es un género  de plantas fanerógamas perteneciente a la familia Urticaceae. Comprende 110 especies descritas y de estas, solo 14 aceptadas.

## Descripción
Son plantas herbáceas anuales o perennes que alcanzan un tamaño de 20-80 cm de altura, con tallos de color verde o rosa. La hojas son alternas, simples, enteras, a menudo con un racimo de hojas pequeñas en sus axilas. Las flores son hermafroditas, se producen en grupos de tres  en las axilas de las hojas. El fruto es un pequeño aquenio seco.

## Taxonomía
El género fue descrito por Carlos Linneo y publicado en Species Plantarum 2: 1052. 1753. La especie tipo es: Parietaria officinalis
Etimología
Parietaria: nombre genérico que deriva del término latíno paries, -etis = "muro, pared", en referencia a las plantas que crecen en los muros viejos.

## Especiesseleccionadas
- Parietaria abyssinica
- Parietaria affinis
- Parietaria alsinefolia
- Parietaria angustifolia
- Parietaria debilis
- Parietaria judaica
- Parietaria officinalis
- Parietaria repens